# Edifici a la plaça de Catalunya, 7 (Reus)
L'edifici a la plaça de Catalunya, 7 de Reus (Baix Camp) és un habitatge inclòs en l'Inventari del Patrimoni Arquitectònic de Catalunya com a Bé Cultural d'Interès Local.

## Descripció
Aquesta casa cantonera també correspon al número 2 del carrer del Roser. Té una planta baixa amb locals comercials, un entresòl i dos pisos. Les dues finestres balconeres de l'entresòl presenten simetria amb les portes d'accés de la planta baixa. El balcó corregut del primer pis té una amplada que correspon als dos pisos que hi ha a la planta, encara que el trànsit queda limitat a cada habitatge. Hi ha dues portes balconeres a la planta segona. Els muntants de les obertures del primer i segon pis tenen una motllura i capitells dobles, que s'ajunten amb les mènsules dels balcons. Les baranes dels balcons són diferents a cada planta, i els seus ferros forjats formen diversos dibuixos. Hi ha una cornisa i un ampit a la coberta, que consisteix en un mur sense cap mena de decoració. La façana del carrer del Roser presenta una entrada petita a planta baixa i dues obertures per planta situades a diferent nivell.